# Pseudicius nuclearis
Pseudicius nuclearis är en spindelart som beskrevs av Prószynski 1992. Pseudicius nuclearis ingår i släktet Pseudicius och familjen hoppspindlar. Inga underarter finns listade i Catalogue of Life.